# Metaxanthiella
Metaxanthiella là một chi bướm đêm thuộc họ Noctuidae.